# Dreispitz

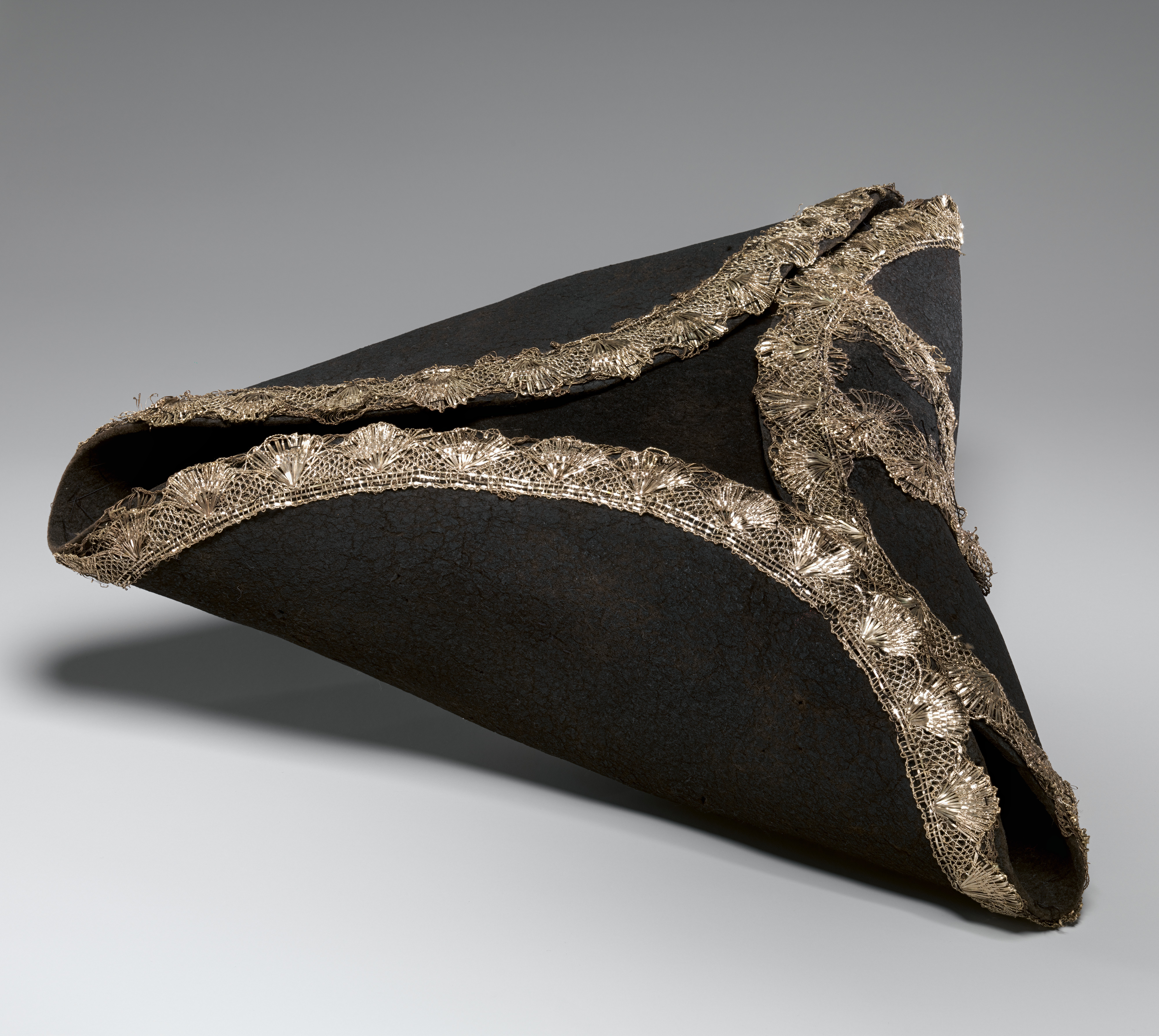
Italienischer Dreispitz, Mitte des 18. Jahrhunderts

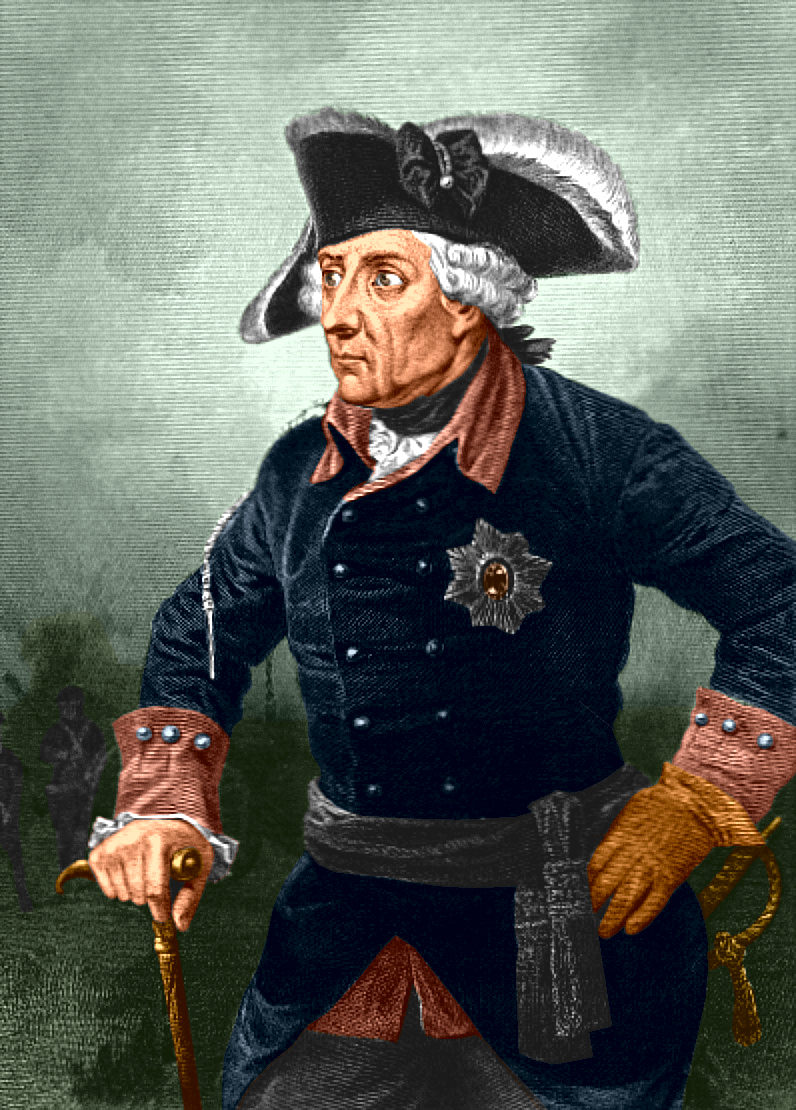
Friedrich II. von Preußen mit Dreispitz

Der Dreispitz oder auch Dreimaster, im Volksmund auch teilweise Nebelspalter (aufgrund der nach vorne gerichteten Spitze) genannt, ist eine Hutform mit dreiteilig nach oben geklappter Krempe.

## Geschichte
Der Dreispitz scheint das Ergebnis einer Entwicklung vom runden Hut mit breiter Krempe der spanischen Soldaten (Achtzigjähriger Krieg und Reunionskrieg (1683–1684)) zum Zwecke eines besseren Schutzes gegenüber den Witterungsverhältnissen in Flandern während des 17. Jahrhunderts zu sein, bei dem die Krempe zuerst auf einer Seite, dann rundum auf drei Seiten hochgeschlagen wurde. Durch das Hochschlagen der Hutränder erhielt man eine dreieckige Form, sodass der Regen an den Ecken ablaufen konnte. Im Jahre 1683 brach der Krieg zwischen Frankreich und Spanien in den spanischen Niederlanden aus. Während der militärischen Auseinandersetzungen breitete sich die Verwendung des Dreispitzes auch auf die französischen Armeen aus. An der Krempe wurden oft Kokarden, Schleifen und ähnliche Accessoires befestigt, die als Kennzeichen der Zugehörigkeit zu einer Gruppierung oder Nation fungierten oder als Ausdruck der Loyalität zu einem Herrscher dienten.
Der Dreispitz bestimmte zusammen mit dem Zopf das Männerkostüm des 18. Jahrhunderts. Insbesondere Offiziere und der Adel trugen bevorzugt diese Hutform. Zu Beginn des 18. Jahrhunderts wurde er, um die Perücke nicht durcheinanderzubringen, unter dem Arm getragen (Chapeau bas). Etwa um 1720 fand der Dreispitz dann auch Eingang in die bürgerliche Kleidung. Aus der militärischen Tracht verschwand er nach 1786 und wurde vom Zweispitz abgelöst, in der bürgerlichen Kleidung hielt er sich hingegen bis ins 19. Jahrhundert.

## Traditionspflege heute
Heutzutage gehört der Dreispitz oft zur traditionellen und auch modernen Uniform beim karnevalistischen Gardetanz, wobei er meist mit einem Federbusch geschmückt wird. In Franken ist er bis heute Bestandteil der traditionellen örtlichen Tracht. Teilweise gehörte der Dreispitz auch zur Tracht in einigen Regionen Hessens.

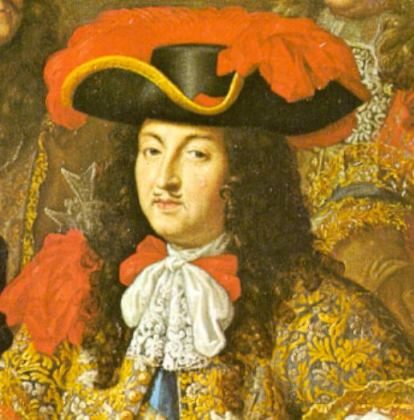
Frühe Form: Hut mit hochgeklappter Krempe (Ludwig XIV., 1667)
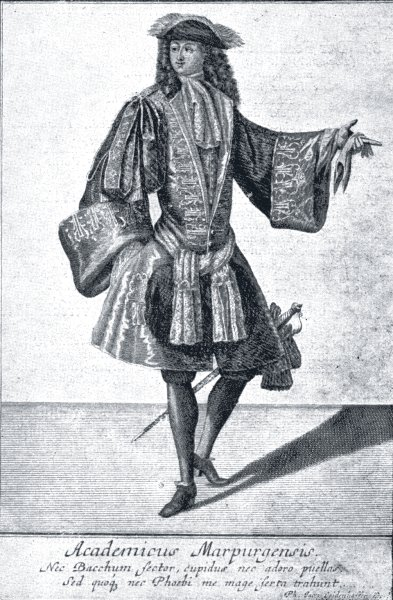
Marburger Student um 1700
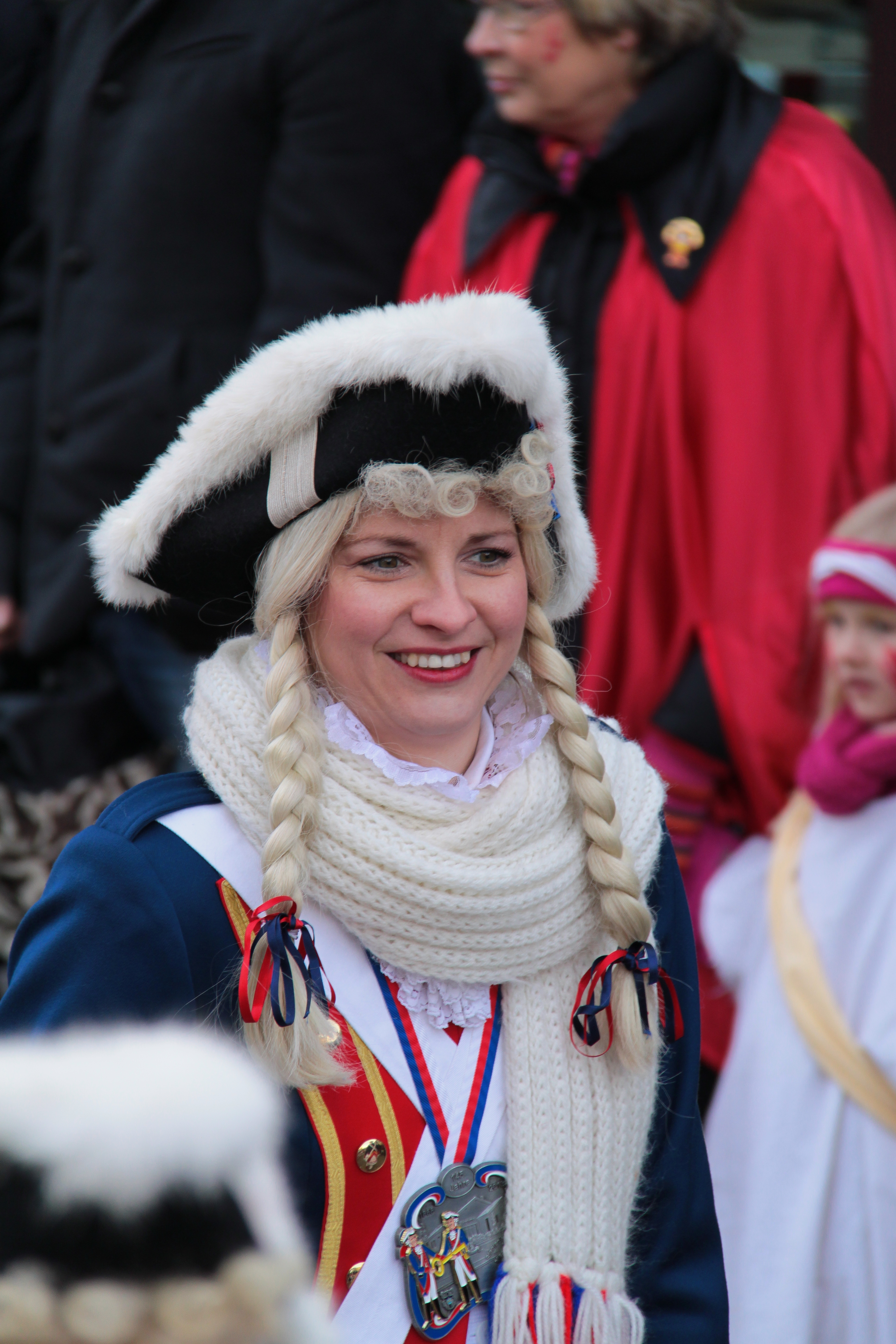
Dreispitz als Uniform im Rheinischen Karneval
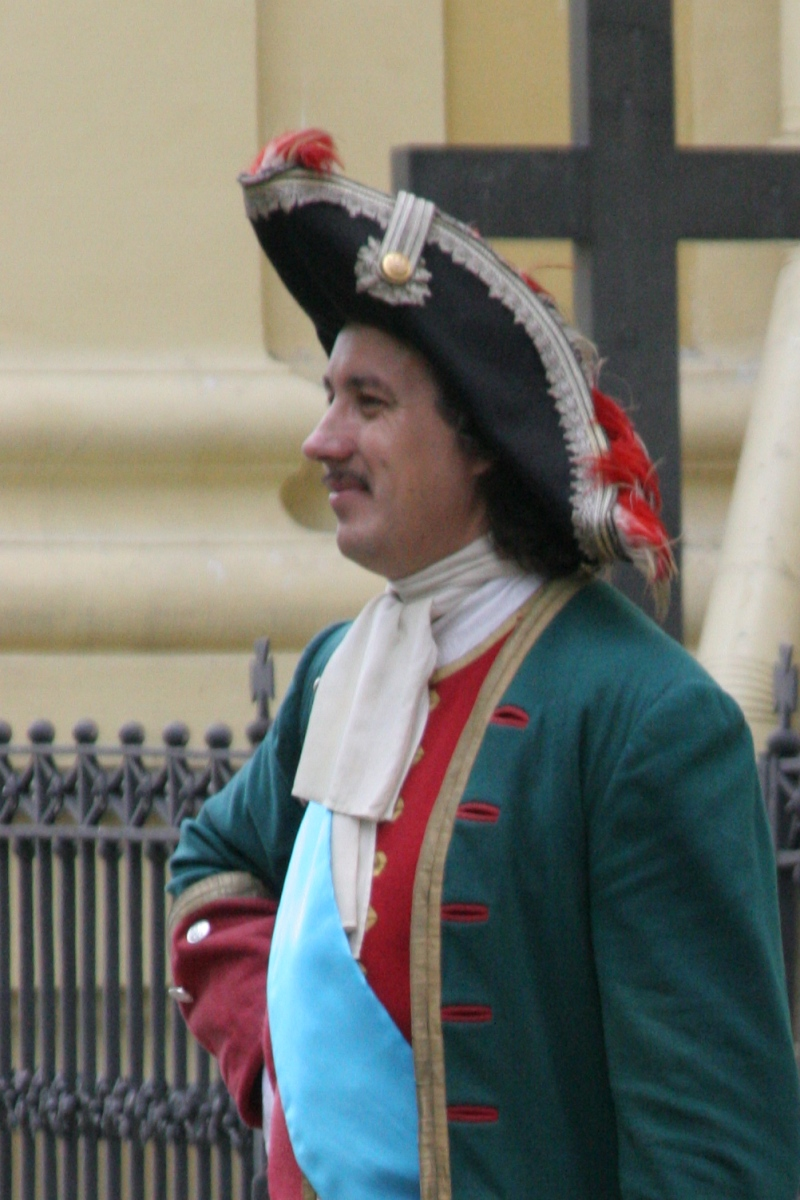
Kostümierung als Peter der Große
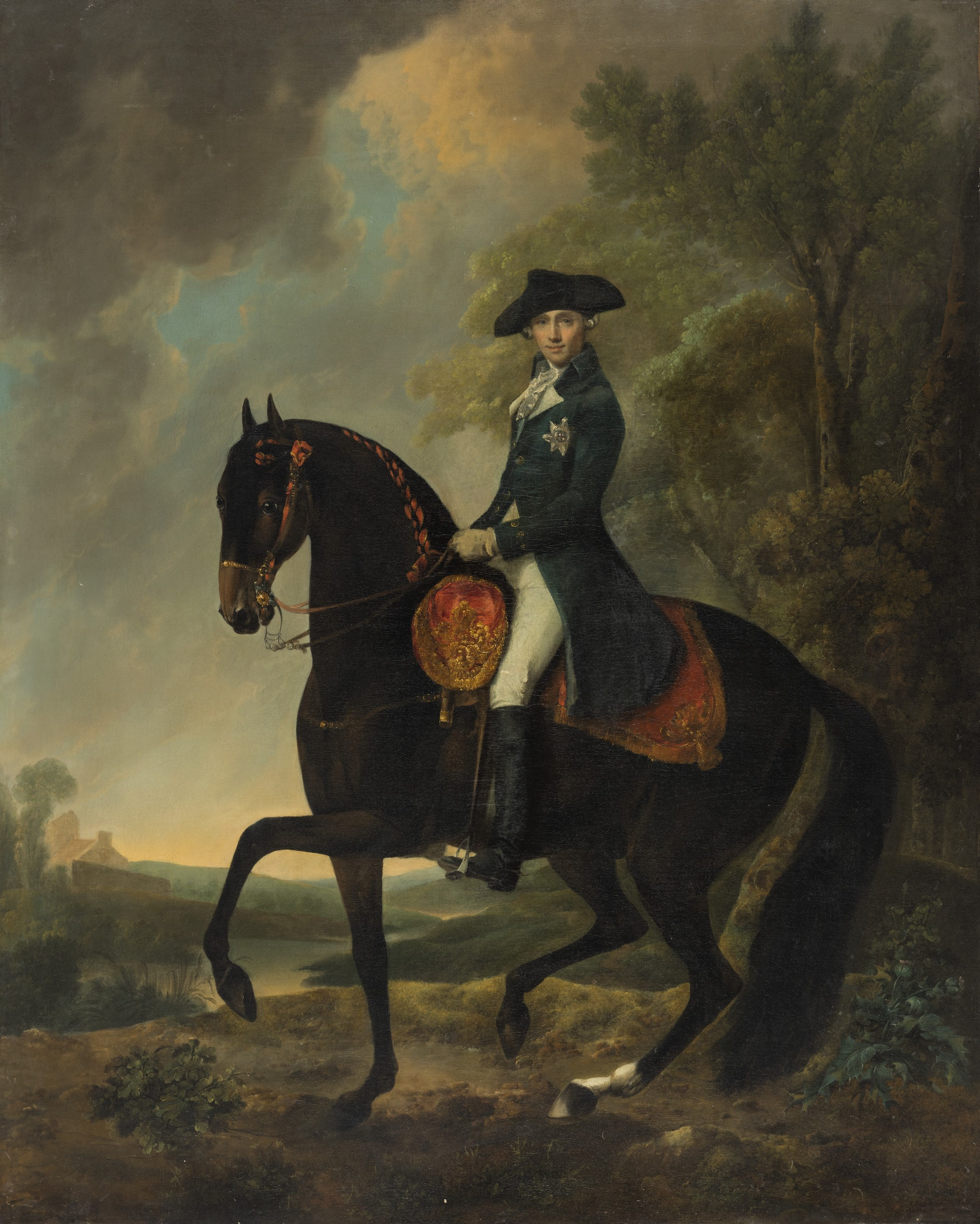
Reiterporträt von Henry, Herzog von Cumberland und Strathearn, gemalt von David Morier um 1765

## Künstlerische Rezeption
- Das Volkslied Mein Hut, der hat drei Ecken aus dem 19. Jahrhundert auf die Melodie einer neapolitanischen Canzonetta handelt von einem Dreispitz.
- In der  Novelle Der Dreispitz (El sombrero de tres picos) (1874) von Pedro Antonio de Alarcón symbolisiert der Dreispitz die Würde des Corregidors.
- Das Ballett Der Dreispitz (1919) von Manuel de Falla basiert auf Alarcóns Novelle.